# Phaeophyscia hispidula
Phaeophyscia hispidula är en lavart som först beskrevs av Erik Acharius, och fick sitt nu gällande namn av Essl. Phaeophyscia hispidula ingår i släktet Phaeophyscia och familjen Physciaceae.   Inga underarter finns listade i Catalogue of Life.